# Xuankou
Xuankou (漩口 ; pinyin : Xuánkǒu) est une ville du district de Wenchuan, dans la province du Sichuan en Chine.
La superficie de sa juridiction est de 39,64 km2, et la population résidente d'environ 12 000 personnes, se répartissant approximativement par moitié entre populations urbaine et rurale.